# Paul Mihnea
Paul Mihnea (n. 22 iulie 1921, Briceni, România – d. 31 august 1994, Chișinău, Republica Moldova) a fost un poet și traducător moldovean.

## Biografie
S-a născut în Briceni, în 1921, într-o familie de evrei, având numele de Pincu Șilman. Își face studiile la Liceul din Cernăuți, scriind versuri încă în anii de școală, prima plachetă, Preludiu, fiindu-i publicată la Cernăuți în 1940 (Discipol Mihnea. Preludiu. Cu o prefață de Mircea Streinul. Cernauți: Nord, 1940. — 60 p.).
Volumele Orologiul bate miezul nopții (1951) și Lumina ochilor mei (1957) sunt ancorate tematic în realitățile postbelice, fiind marcate de umanism și pledoarii însuflețite pentru pace. Culegerea Orga codrului (1966) învederează un reviriment important în creația autorului, reflecția filosofică devenind dominantă. Meditația asupra sensului existenței umane, asupra capacității eului liric de a pătrunde esența lumii înconjurătoare, de a o recrea dă naștere unui univers tematic specific poeziei sale (culegerile Galeria cu autoportret (1968), Hingher și Demiurg (1973), Grădinar (1980), Coroana de sonete (1992) etc).
Orientarea accentuat intelectuală, care absolutizează uneori elementul rațional în poezie, a determinat și preferința sa pentru traduceri din poeți ca Rainer Maria Rilke, Paul Valéry, Paul Verlaine, Nikolai Nekrasov, Mihail Lermontov, Aleksandr Blok, precum și din poeții antici (Virgiliu, Ovidiu ș.a.).
În ultimii săi ani a scris în limba franceză, realizând din 1988 174 de poeme în franceză.